# Guidé (Dori)
Pour les articles homonymes, voir Guidé.
Guidé est une commune située dans le département de Dori, dans la province de Séno, région du Sahel, au Burkina Faso.